# Gerda Nordling
Gerda Carolina Nordling, född 28 maj 1875 på Gustafslunds gård vid Helsingborg, död 26 september 1942 i Ramlösa, Helsingborg, var en svensk målare, grafiker och skulptör.
Hon var dotter till godsägaren Johannes Jönsson och Elina Ramberg och från 1902 gift med författaren Johan Nordling samt syster till Gustaf Ramberg. Efter självstudier och egna experiment i målning studerade hon vid Althins målarskola i Stockholm 1902 och vid Konsthögskolan 1903–1905 och 1907–1913 under tiden vid konsthögskolan deltog hon i Axel Tallbergs etsningskurs. Hon studerade senare vid Académie Lhote i Paris 1921–1922 samt under resor i Tyskland, Italien och Schweiz 1922–1925. Hon medverkade sedan 1912 i olika utställningar med Svensk grafik på ett flertal platser i landet och utlandet. Hon deltog i Föreningen Svenska Konstnärinnors utställning i Lund 1912, Baltiska utställningen i Malmö 1914, Erste Internationale Graphische Kunst-Ausstellung i Leipzig 1916, Föreningen Original-träsnitts utställning i Stockholm och i de svenska utställningarna på Charlottenborg i Köpenhamn. Hon var representerad på Society of American Etchers utställningen av svensk grafik i New York 1937. En minnesutställning med hennes konst visades på Helsingborgs museum 1943. Hon var en av de drivande krafterna i föreningarna Original-träsnitt och Grafiska sällskapet. Hennes konst består av porträtt, miniatyrmåleri utförda i olja, mindre skulpturer och grafiska blad. Nordling är representerad vid Nationalmuseum, Göteborgs konstmuseum, Malmö museum, Helsingborgs museum, Kungliga biblioteket och Musée des Arts Décoratifs i Paris.